# Casearia coronata
Casearia coronata là một loài thực vật có hoa trong họ Liễu. Loài này được Standl. & L.O. Williams mô tả khoa học đầu tiên năm 1963.